# Петряков, Алексей Николаевич
Алексей Николаевич Петряков (1910—1995) — бригадир проходчиков шахты им. Калинина комбината «Молотовуголь», Герой Социалистического Труда (1948).

## Биография
Русский. В 1928 году приехал в Губаху.
Работал слесарем, крепильщиком, в годы Великой Отечественной войны освоил специальность проходчика. Разрабатывал и применял новаторские методы работы, первым на шахте перешёл на многозабойный метод работы.
Избирался депутатом областного Совета депутатов трудящихся, членом Губахинского горкома КПСС.

## Награды
Награждён орденами Ленина, Трудового Красного Знамени, Знак Почёта.
В 1948 году присвоено звание Героя Социалистического Труда.